# Joaquim de Laplana i de Natota
Joaquim de Laplana i de Natota també conegut amb els cognoms la Plana o Natola (Pui de Cinca, 1 de novembre de 1740 - Girona, 26 d'agost de 1809) fou l'abat de Sant Esteve de Banyoles entre 1792 i 1804 i de Santa Maria d'Amer i Santa Maria de Roses entre 1804 i 1809, any en què va morir.

## Primers anys
Va néixer a Pui de Cinca l'1 de novembre de 1740, fill de Juan de Laplana Naya i de Teresa Natota.
Al cap d'uns anys va ingressar en el monestir benedictí de Sant Victorià.

## Abadia de Sant Esteve de Banyoles
L'inici de la seva etapa com abat de Sant Esteve de Banyoles es veié afectada per la Guerra Gran. El monestir, convertit en un hospital militar, estava ple de soldats ferits que eren socorreguts pels monjos del monestir i per l'abat; tot i que el 1794, amb l'enemic ja molt a prop, l'abat es refugià a Barcelona.
Finalitzada la guerra, l'abat tornà al monestir i començà la restauració de l'església. Va fer encarregar l'altar de Nostra Senyora de la Mercè, on a la seva base hi figura el símbol del Sagrat Cor i l'escut nobiliari de la seva família.

## Abadia de Santa Maria d'Amer i Santa Maria de Roses
L'any 1803 fou elegit com abat de Santa Maria d'Amer i Santa Maria de Roses i prengué el càrrec l'1 de maig de 1804. Aquell mateix any tingué un plet amb els monjos per les porcions que s'havien de repartir, perquè es negava a pagar el que aquests li demanaven. Finalment, es va resoldre el 1805 a l'intercedir els visitadors claustrals, obligant a l'abat a pagar un màxim de 60 lliures anuals repartides en 3 terminis de 20 lliures als monjos del capítol.
El 26 d'agost de 1809 morí en el setge de Girona deixant l'abadia vacant fins al 1815, quan el substituí Jaume de Llançà i de Valls, l'últim abat del monestir.